# Crash of the crown
Crash of the crown is het zeventiende studioalbum van Styx.

## Inleiding
Styx is lang zo productief niet meer als in de jaren zeventig, maar toch verschenen er sinds die periode onregelmatig albums van de band. Crash of the crown werd na vier jaar stilte uitgebracht. Daar waar The Mission een conceptalbum was, bevat Crash losse nummers met een verband in de teksten. Ze gaan over de opkomst en ondergang van grote rijken. Het album werd daarbij in vijf verschillende geluidsstudio’s opgenomen. IO Pages en Progwereld vonden het het beste album van Styx in jaren; de liedjes waren kort en bondig (zonder lange overbodige toevoegingen) en bevatten de voor Styx kenmerkende vocalen.
Het album behaalde in korte tijd een aantal albumlijsten lage noteringen. In de Billboard 200 haalde het plaats 114.

## Musici
- Tommy Shaw – akoestische en elektrische gitaren, mandoline, banjo, zang
- James Young – elektrische gitaar, zang
- Chuck Panozzo – basgitaar (Our wonderful lives, Lost at sea)
- Ricky Phillips – basgitaar (hij vertrok na dit album)
- Todd Sucherman – drumstel, percussie
- Lawrence Gowan – toetsinstrumenten, waaronder piano, hammondorgel (B3), synthesizers, mellotron, zang

met
- Will Evankovich – akoestische en elektrische gitaar, mandoline, synthesizers, soundscapes, percussie, zang (speelde ook in een late versie van The Guess Who); hij ging ook mee op tournee
- Michael Bahan – tablas (Coming out the other side)
- Steve Patrick – piccolotrompet (Our wonderful lives)
- Winston Churchill – "We will never surrender" (Save us from ourselves)

## Muziek
| Nr. | Titel                                                  | Duur |
| --- | ------------------------------------------------------ | ---- |
| 1.  | The fight of our live (Evankovich, Shaw)               | 1:54 |
| 2.  | A monster (Evankovich, Shaw, Gowan)                    | 3:27 |
| 3.  | Reveries (Evankovich, Shwa)                            | 3:03 |
| 4.  | Hold back the darkness (Evankovich, Shaw)              | 3:58 |
| 5.  | Save us from ourselves (Evankovich, Shaw, Gowan)       | 3:02 |
| 6.  | Crash of the crown (Evankovich, Shaw, Gowan)           | 3:46 |
| 7.  | Our wonderful live (Evankovich, Shaw)                  | 3:06 |
| 8.  | Common ground (Evankovich, Shaw, Gowan)                | 4:00 |
| 9.  | Sound the alarm (Evankovich, Shaw)                     | 3:25 |
| 10. | Long live the king (Evankovich)                        | 2:33 |
| 11. | Lost at sea (Gowan)                                    | 0:38 |
| 12. | Coming out the other side (Evankovich, Shaw, Phillips) | 3:48 |
| 13. | To those (Evankovich, Shaw)                            | 3:01 |
| 14. | Another farewell (Evankovich)                          | 0:26 |
| 15. | Stream (Shaw)                                          | 2:56 |